# Округ Вестморланд (Вирџинија)
Вестморланд (енгл. Westmoreland County) је округ у америчкој савезној држави Вирџинија.

## Демографија
По попису из 2010. године број становника је 17.454, што је 736 (4,4%) становника више него 2000. године.
| Група             | 2000.          | 2010.          |
| Белци             | 10.720 (64,1%) | 11.087 (63,5%) |
| Афроамериканци    | 5.164 (30,9%)  | 4.891 (28,0%)  |
| Азијати           | 61 (0,4%)      | 99 (0,6%)      |
| Хиспаноамериканци | 579 (3,5%)     | 1.002 (5,7%)   |
| Укупно            | 16.718         | 17.454         |